# 鄧文蔚
鄧文蔚，字豹生，號泉菴，廣東省新安縣錦田（今屬香港特別行政區）人。清代政治人物。康熙乙丑進士，官浙江龍遊縣知縣。

## 生平
鄧文蔚少年家貧，但刻苦力學，文思敏捷，靠每天打柴、捕魚奉養父母。順治十四年（1657年）舉廣東鄉試。鄉試中舉後，北上應考落第，返回家鄉，陶情山水間二十多年。康熙二十一年（1682年），再次上京，在冠軍將軍倪公家中授館，所著《燕臺新藝》得到蔡升元欣賞作序，並為之印刷刊行。康熙廿四年（1685年）登乙丑科陸肯堂榜第三甲進士。授浙江衢州府龍游縣知縣，不久病卒。

## 墓葬
鄧文蔚葬於元朗一風水穴「獺地隴」，位置即大欖隧道轉車站天橋下。

## 遺跡
- 元朗舊墟，康熙八年（1669年），由鄧文蔚創建。
- 鎮銳鋗鄧公祠，又名茂荊堂，位於錦田水尾村，康熙年間由鄧文蔚倡建。[4]
- 元朗東頭村天后宮，約建於18世紀初，由鄧文蔚建成。
- 龍游尹泉菴鄧公祠，又名光裕堂，位於錦田祠堂村，為紀念鄧文蔚而建的祠堂，建於1768年。
- 「進士」匾额，廣東巡撫李士楨特為鄧文蔚題寫，至今懸掛於錦田永隆圍。

## 著作
《新安縣志》，康熙二十七年（1688年）刊，共十三卷，靳文謨修、鄧文蔚等纂。

## 家族
錦田鄧氏後人。